# Don Burgers
Donatus Clemens Bernard (Don) Burgers (Ubbergen, 26 februari 1932 - Innsbruck, 30 januari 2006) was een Nederlands politicus voor de KVP en later het CDA.
Hij is afgestudeerd in de rechten. Na bij de politie en het ministerie van Binnenlandse Zaken te hebben gewerkt werd hij burgemeester. Van 1972 tot 1979 van Haaren, daarna tot 1989 van Rosmalen. In dat jaar werd hij burgemeester van de gemeente 's-Hertogenbosch. In 1996 ging hij met pensioen. Wel was hij daarna nog waarnemend burgemeester in Middelburg, Almelo en nogmaals in Middelburg.
Hij was tevens vicevoorzitter van het kerkbestuur van de Sint-Janskathedraal en honorair consul van Roemenië.
Hij overleed op bijna 74-jarige leeftijd tijdens zijn vakantie in Innsbruck aan de gevolgen van een longembolie.
Don Burgers ligt begraven op begraafplaats Orthen, 's-Hertogenbosch.
Er is in Rosmalen een straat naar hem vernoemd: de Burgemeester Burgerslaan, nabij het kantorenpark Brabantpoort. Merkwaardig feit daarbij is dat deze straat nog bij leven naar hem is vernoemd, terwijl Burgers bij de Rosmalenaren niet zo geliefd was vanwege zijn inzet voor de samenvoeging van Den Bosch en Rosmalen.